# Форд, Мишель
Мишель Форд(-Эрикссон) (англ. Michelle Jan Ford (-Eriksson); род. 15 июля 1962, Сидней) — австралийская пловчиха, победительница Спартакиады народов СССР, чемпионка и призёр Игр Содружества и Олимпийских игр, участница двух Олимпиад, рекордсменка мира и Олимпийских игр.

## Карьера
На летних Олимпийских играх 1976 года в Монреале Форд выступала в плавании на 200 метров вольным стилем и баттерфляем. В обоих видах она выбыла из борьбы на предварительной стадии.
На следующей Олимпиаде в Москве Форд представляла свою страну в 4-х видах: плавании на 400 и 800 метров вольным стилем, 200 метров баттерфляем и 400 метров комплексным плаванием. В первой дисциплине Форд заняла 4-е место. В плавании на 800 метров вольным стилем она стала олимпийской чемпионкой (8:28.90 с — олимпийский рекорд), а на 200 метрах баттерфляем завоевала бронзу (2:11,66 с), уступив представительницам ГДР Инес Гайсслер (2:10,44 с — олимпийский рекорд) и Сибиле Шёнрок (2:10,45 с).
Дважды обновляла мировые рекорды в плавании на 800 метров вольным стилем: 6 (8:34,86 с) и 21 января (8:31,30 с) 1978 года.